# John Johnson (calciatore)
John Johnson (Middlesbrough, 16 settembre 1988) è un ex calciatore inglese, di ruolo difensore.

## Statistiche

### Presenze e reti nei club
| Stagione        | Squadra           | Campionato      | Campionato | Campionato | Coppe nazionali | Coppe nazionali | Coppe nazionali | Coppe continentali | Coppe continentali | Coppe continentali | Altre coppe | Altre coppe | Altre coppe | Totale | Totale |
| Stagione        | Squadra           | Comp            | Pres       | Reti       | Comp            | Pres            | Reti            | Comp               | Pres               | Reti               | Comp        | Pres        | Reti        | Pres   | Reti   |
| --------------- | ----------------- | --------------- | ---------- | ---------- | --------------- | --------------- | --------------- | ------------------ | ------------------ | ------------------ | ----------- | ----------- | ----------- | ------ | ------ |
| 2018-2019       | ATK               | ISL             | 17         | 1          | SC              | 3               | 0               | -                  | -                  | -                  | -           | -           | -           | 20     | 1      |
| 2019-2020       | ATK               | ISL             | 1+3        | 0          | -               | -               | -               | -                  | -                  | -                  | -           | -           | -           | 4      | 0      |
| Totale ATK      | Totale ATK        | Totale ATK      | 21         | 1          |                 | 3               | 0               |                    | -                  | -                  |             | -           | -           | 24     | 1      |
| 2021-2022       | RoundGlass Punjab | IL              | -          | -          | SC              | -               | -               | -                  | -                  | -                  | -           | -           | -           | -      | -      |
| Totale carriera | Totale carriera   | Totale carriera | 21         | 1          |                 | 3               | 0               |                    | -                  | -                  |             | -           | -           | 24     | 1      |

## Palmarès

### Club

#### Competizioni nazionali
- Indian Super League: 1

ATK: 2019-2020